# Kaartenhuis (Als het gaat waaien)
Kaartenhuis (Als het gaat waaien) is een nummer van het Nederlandse cabaret- en zangduo Veldhuis & Kemper uit 2004. Het is de eerste single van hun tweede studioalbum Als het gaat waaien.
Het nummer is een gevoelige ballad, maar gaat eigenlijk puur over een huis dat Veldhuis & Kemper gemaakt hebben van kaarten. Het huis dreigt in te storten zodra het gaat waaien. "Kaartenhuis" was het eerste nummer van Veldhuis & Kemper dat de Top 40 niet wist te bereiken, het bleef steken op een 5e positie in de Tipparade.